# Begonia perrieri
Begonia perrieri là một loài thực vật có hoa trong họ Thu hải đường. Loài này được Bois mô tả khoa học đầu tiên năm 1915.